# Cosmopolia
Cosmopolia ist das zweite Studioalbum der Rapperin Lia 74.

## Entstehung
Nachdem Lia 74 vor zwei Jahren ihr Debütalbum Mit anderen Augen veröffentlicht hatte, widmete sie sich in der Folgezeit den Arbeiten an einem Nachfolger. Während ersteres sich überwiegend dem Battle-Rap gewidmet hatte, sollte das nächste Werk persönlicher ausfallen. Der Albumtitel sollte das Wort „Lia“ beinhalten. Als die Künstlerin unterwegs auf das Lifestyle-Magazin Cosmopolitan aufmerksam wurde, kam sie schließlich auf „Cosmopolia“. Produziert wurde das Album von Benjamin „Ben“ Lindner. 

## Gestaltung
Das Coverfoto entstand in der Innenstadt von Stuttgart. Es zeigt die Künstlerin kniend mit einer Sonnenbrille in der rechten Hand, der Kopf ist überbelichtet.

## Texte und Musik
Musikalisch fiel Cosmopolia vielfältiger aus als Mit anderen Augen. Die Texte handeln hauptsächlich von zwischenmenschlichen Beziehungen und Problemen. 
Sexytime handelt von Verliebtsein und Schüchternheit. Bei Freak geht es um das Leben nach einer Beziehung, deren Ende als Befreiung dargestellt wird. In Kommt klar werden Frauen kritisiert, die ausschließlich auf ihr Äußeres und andere Oberflächlichkeiten achten. Ich will raus handelt von einer krankhaften Liebe. Ab, ab, ab... und Komm mit thematisieren jeweils eine Party. Der Titeltrack, der musikalisch Einflüsse aus dem Ambient verarbeitet, beschreibt einen paradiesischen Zustand. Sie sind falsch setzt sich mit falschen Freunden auseinander.

## Rezeption
Bei rap4Fame.de wird das Album durchschnittlich bewertet und insgesamt drei von fünf Kronen vergeben. Der Inhalt sei „nicht gerade abwechslungsreich“ und „teilweise schon extrem kitschig“. Zudem wird kritisiert, dass es den Eindruck erwecke, es sei „speziell für ein weibliches Publikum konzipiert“ worden. Lias Kompetenz als Rapperin wird jedoch nicht infrage gestellt: „Man braucht Eingewöhnungszeit für dieses Album. Hat man sich erst einmal an die Gegebenheiten gewöhnt, so kann man mit der Platte mit Sicherheit seine Freude haben. Denn Lia selbst beweist auch auf ihrem zweiten Album, dass sie sich raptechnisch nicht vor der männlichen Konkurrenz zu verstecken braucht.“

## Promotion
Ende 2010 wurde zu Be friends ein Video gedreht. Es ist in Schwarz-Weiß gehalten und zeigt die Künstlerin teils in einem Auto und teils in einer schneebedeckten Landschaft.